# Ann Shoemaker
Ann Shoemaker (* 10. Januar 1891 in Brooklyn, New York City; † 18. September 1978 in Los Angeles, Kalifornien; eigentlich Anne Dorothea Shoemaker) war eine US-amerikanische Schauspielerin.

## Leben
Ann Shoemaker wurde 1891 als Tochter von Capt. Charles Shoemaker, dem Chief des U.S. Revenue Cutter Service, der späteren United States Coast Guard, in Brooklyn geboren. Ihr Bruder war der Konteradmiral W. R. Shoemaker. Zunächst war sie mehrere Jahre als Theaterschauspielerin tätig, ab 1926 auch am Broadway in New York. 1928 stand sie in Hollywood erstmals vor der Filmkamera. Es folgte ab 1933 eine Reihe von Filmen, in denen sie oft Rollen als Mutter oder Witwe übernahm. So spielte sie in Alice Adams (1935) die Mutter von Katharine Hepburn und in Meine Lieblingsfrau (1940) die Mutter von Irene Dunne. In dem Filmmusical Reich wirst du nie war sie 1941 auch neben Fred Astaire und Rita Hayworth zu sehen. Ab 1950 trat sie zudem mehrfach im US-amerikanischen Fernsehen auf. 1960 verkörperte sie in der Filmbiografie Sunrise at Campobello die Mutter von US-Präsident Franklin D. Roosevelt. Die gleiche Rolle hatte sie bereits von 1958 bis 1959 im gleichnamigen Bühnenstück am Broadway gespielt. Bis ins hohe Alter war sie als Darstellerin aktiv. 1976 stand sie für die Fernsehserie Gemini Man ein letztes Mal vor der Kamera.
Mit ihrem Ehemann, dem Schauspieler Henry Stephenson, mit dem sie von 1922 bis zu dessen Tod 1956 verheiratet war, hatte sie eine Tochter. Ann Shoemaker starb 1978 im Alter von 87 Jahren in Los Angeles an Krebs. Sie wurde auf dem Kensico Cemetery in Valhalla, New York, beigesetzt.

## Filmografie (Auswahl)
- 1928: Walls Tell Tales (Kurzfilm)
- 1933: Chance at Heaven
- 1934: Dr. Monica
- 1934: Cheating Cheaters
- 1935: A Dog of Flanders
- 1935: Stranded
- 1935: Alice Adams
- 1936: Sins of Man
- 1937: Tanz mit mir (Shall We Dance)
- 1937: Der dritte Grad (They Won’t Forget)
- 1937: Stella Dallas
- 1937: The Life of the Party
- 1939: Romance of the Redwoods
- 1939: They All Come Out
- 1939: Musik ist unsere Welt (Babes in Arms)
- 1940: Seventeen
- 1940: The Farmer’s Daughter
- 1940: The Marines Fly High
- 1940: Curtain Call
- 1940: Ein Bombenerfolg (An Angel from Texas)
- 1940: Meine Lieblingsfrau (My Favorite Wife)
- 1940: Girl from Avenue A
- 1940: Heiße Rhythmen in Chicago (Strike Up the Band)
- 1940: Ellery Queen, Master Detective
- 1941: Scattergood Pulls the Strings
- 1941: Reich wirst du nie (You’ll Never Get Rich)
- 1943: Gefährliche Flitterwochen (Above Suspicion)
- 1944: Man from Frisco
- 1944: Dreißig Sekunden über Tokio (Thirty Seconds Over Tokyo)
- 1945: What a Blonde
- 1945: Konflikt (Conflict)
- 1945: Boogie Woogie (Kurzfilm)
- 1947: Fremde Stadt (Magic Town)
- 1948: Belvedere, das verkannte Genie (Sitting Pretty)
- 1948: Die Rückkehr des Whistler (The Return of the Whistler)
- 1948: Wallflower
- 1949: A Woman’s Secret
- 1949: Unerschütterliche Liebe (Shockproof)
- 1949: Schweigegeld für Liebesbriefe (The Reckless Moment)
- 1950: Robert Montgomery Presents (TV-Serie, eine Folge)
- 1950: Das Todeshaus am Fluß (House by the River)
- 1950–1954: Studio One (TV-Serie, vier Folgen)
- 1951–1954: The Web (TV-Serie, drei Folgen)
- 1952: Lights Out (TV-Serie, eine Folge)
- 1952: Suspense (TV-Serie, zwei Folgen)
- 1954: Jamie (TV-Serie, eine Folge)
- 1955/1958: Omnibus (TV-Serie, zwei Folgen)
- 1960: Sunrise at Campobello
- 1961: Route 66 (TV-Serie, eine Folge)
- 1961: Thriller (TV-Serie, eine Folge)
- 1961: Stationsarzt Dr. Kildare (Dr. Kildare) (TV-Serie, eine Folge)
- 1962: The Nurses (TV-Serie, zwei Folgen)
- 1963: Mr. Novak (TV-Serie, eine Folge)
- 1965: Tausend Meilen Staub (Rawhide) (TV-Serie, eine Folge)
- 1966: Der Glückspilz (The Fortune Cookie)
- 1969: Kobra, übernehmen Sie (Mission: Impossible) (TV-Serie, eine Folge)
- 1976: Collision Course: Truman vs. MacArthur (TV-Film)
- 1976: Gemini Man (TV-Serie, eine Folge)